# سرخ أب (ساوجبلاغ)
سرخ‌ أب هي قرية في مقاطعة ساوجبلاغ، إيران. عدد سكان هذه القرية هو 2,501 في سنة 2006.